# Greenwayodendron oliveri
Greenwayodendron oliveri är en kirimojaväxtart som först beskrevs av Adolf Engler, och fick sitt nu gällande namn av Bernard Verdcourt. Greenwayodendron oliveri ingår i släktet Greenwayodendron och familjen kirimojaväxter. Inga underarter finns listade i Catalogue of Life.